# Manual of the Trees of North America (exclusive of Mexico)
Manual of the Trees of North America (exclusive of Mexico) (abreviado Man. Trees) es un libro con ilustraciones y descripciones botánicas que fue escrito por el botánico estadounidense Charles Sprague Sargent y publicado en Boston, New York, una primera edición en 1905 y una segunda edición en 1922, con el nombre de Manual of the Trees of North America (exclusive of Mexico). With seven hundred and eighty-three illustrations from drawings by Charles Edward Faxon and Mary W. Gill.